# Inka uralkodók listája
Az alábbi lista a Cuzcói királyság, valamint annak utódállama, az Inka Birodalom uralkodóit (sapa inka) tartalmazza.

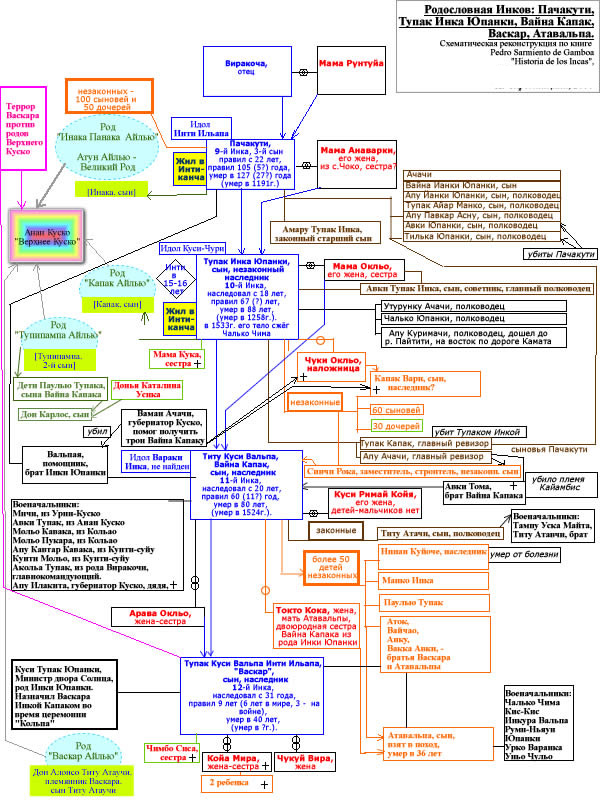
Az uralkodók genealogiája (oroszul)

| Portré | Ház   | Uralkodó                          | Uralkodott                      | Feleség                                     | Megjegyzés |
| ------ | ----- | --------------------------------- | ------------------------------- | ------------------------------------------- | ---------- |
|        | Hurin | Manco Cápac                       | ur.: 1200, †1230                | Mama Oello Huaco                            |            |
|        | Hurin | Sinci Roca                        | ur.: 1230, †1260                | Mama Cora                                   |            |
|        | Hurin | Lloque Yupanqui                   | ur.: 1260, †1290                | Mama Cava                                   |            |
|        | Hurin | Mayta Capac                       | ur.: 1290, †1320                | Mama Cuca                                   |            |
|        | Hurin | Capac Yupanqui                    | ur.: 1320, †1350                | Coya Mama Curi Illpay                       |            |
|        | Hanan | Inca Roca                         | ur.: 1350, †1380                | Mama Mikay                                  |            |
|        | Hanan | Yahuar Huacac                     | ur.: 1380, †1410                | Coya Mama Chic'ya                           |            |
|        | Hanan | Viracocha                         | ur.: 1410, †1438                | Coya Mama Rontu                             |            |
|        | Hanan | Pacsakutek Jupanki (* 1400 körül) | ur.: 1438, †1471                | Mama Coya Anahurque                         |            |
|        | Hanan | Tupac Inca Yupanqui (* 1440)      | ur.: 1471, †1493                | Coya Chimpo Ocllo                           |            |
|        | Hanan | Huayna Capac (* 1476)             | ur.: 1493, †1527                | Tocto Coca, Mama Runtu, Paccha, Raura Ocllo |            |
| -      | Hanan | Ninan Cuyochi (* 1490)            | ur.: 1527, †1527                | -                                           |            |
|        | Hanan | Huáscar (* 1503)                  | ur.: 1527, †1532                | -                                           |            |
|        | Hanan | Atahualpa (* 1497. március 20.)   | ur.: 1532, †1533. augusztus 29. | -                                           |            |